# Tommaso Lequio di Assaba
Tommaso Lequio di Assaba (Cúneo, 21 de octubre de 1893-Roma, 17 de diciembre de 1965) fue un oficial de caballería y jinete italiano que compitió en las modalidades de salto ecuestre y concurso completo.

## Trayectoria
Participó en tres Juegos Olímpicos de Verano entre los años 1920 y 1928, obteniendo tres medallas, oro en Amberes 1920 y plata y bronce en París 1924.
Su padre fue el general Clemente Lequio. Entró al ejército y participó en la Primera Guerra Mundial, donde fue condecorado con un medalla de bronce al valor militar. Participó en la segunda guerra ítalo-etíope (1935-1936) donde fue condecorado con una medalla de plata y de bronce al mérito militar. En la Segunda Guerra Mundial participó en la Campaña de Túnez donde fue tomado por los ingleses y condecorado nuevamente. Después de la guerra fue nombrado Caballero de la Orden de Italia y le asignaron el mando de la reconstruida 132.ª División blindada Ariete. Desde 1960 hasta su muerte fue presidente de la Federación Italiana de Deportes ecuestres.

## Palmarés internacional
| Juegos Olímpicos | Juegos Olímpicos  | Juegos Olímpicos | Juegos Olímpicos |
| Año              | Lugar             | Medalla          | Categoría        |
| ---------------- | ----------------- | ---------------- | ---------------- |
| 1920             | Amberes (Bélgica) | Medalla de oro   | Individual       |
| 1924             | París (Francia)   | Medalla de plata | Individual       |

| Juegos Olímpicos | Juegos Olímpicos | Juegos Olímpicos  | Juegos Olímpicos |
| Año              | Lugar            | Medalla           | Categoría        |
| ---------------- | ---------------- | ----------------- | ---------------- |
| 1924             | París (Francia)  | Medalla de bronce | Por equipos      |